# Sternenkind

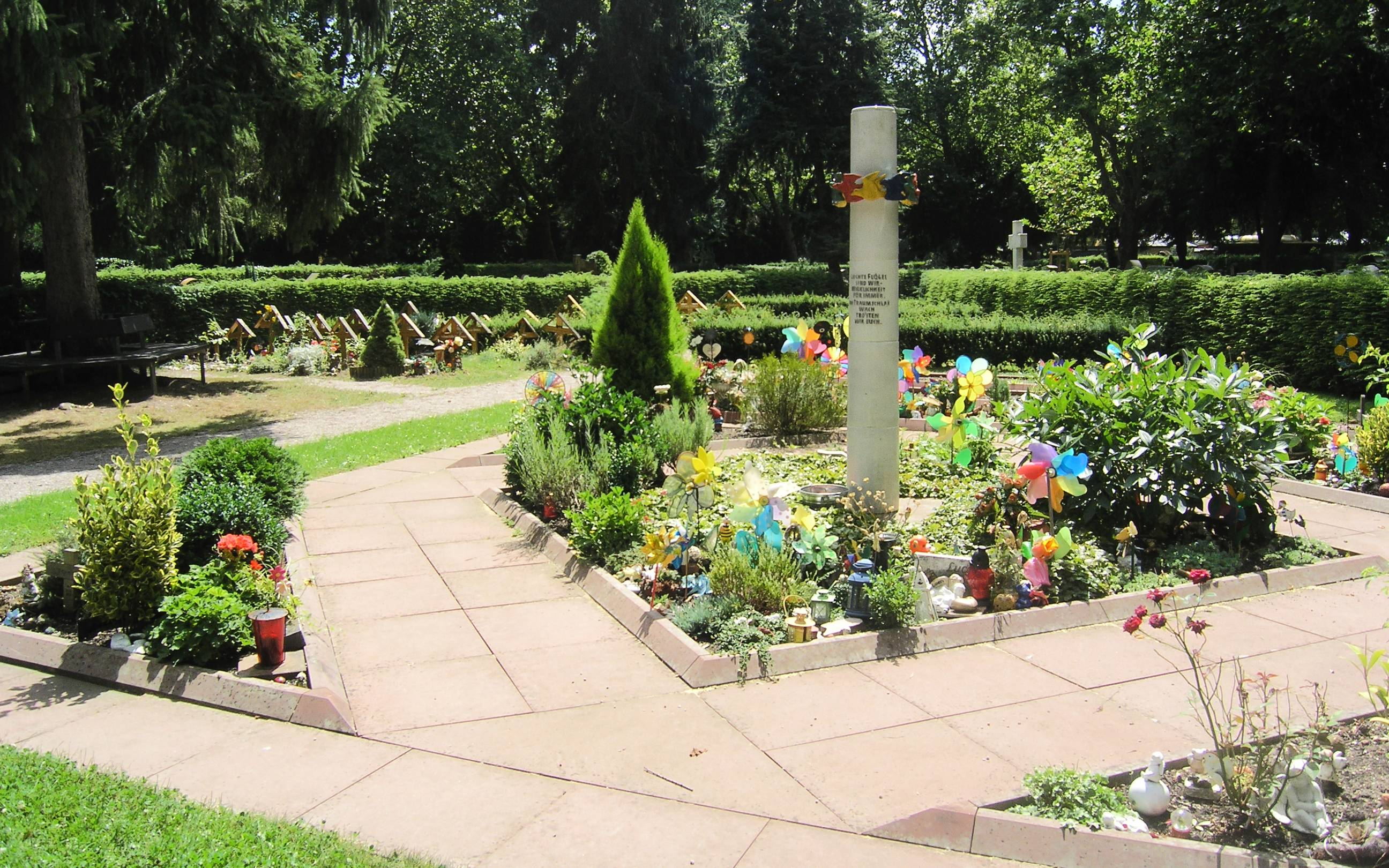
Kleinstkindergrab auf dem Hauptfriedhof Karlsruhe. Im Gemeinschaftsgrab im Vordergrund werden fehlgeborene Kinder beigesetzt. Im Hintergrund sind Einzelgräber totgeborener und früh verstorbener Kinder.

Als Sternenkind, seltener als Schmetterlingskind oder Engelskind, werden verstorbene Kinder bezeichnet, insbesondere wenn sie vor, während oder bald nach der Geburt gestorben sind. Gedenktag für die Sternenkinder ist alljährlich der 15. Oktober.
Nicht zu verwechseln ist die Bezeichnung Sternenkind mit Sternengucker. Dieser Begriff bezeichnet ein Kind, das lebend, jedoch kopfseitig umgekehrt geboren wird und damit nach oben schauend zur Welt kommt.

## Abgrenzungen, Fokus
Im engsten und ursprünglichen Sinn bezeichnet der Begriff Kinder, die aufgrund von zusätzlichen Anforderungen der Personenstandsgesetzgebung (in Deutschland mindestens 500 Gramm Körpergewicht oder bei weniger als 500 Gramm mindestens die 24. Schwangerschaftswoche erreicht) keinen Eintrag als Person im Geburtsregister/Sterberegister bekamen.
In einem etwas weiteren Wortsinn liegt der poetischen Wortschöpfung die Idee zugrunde, Kinder zu benennen, die „den Himmel“ (poetisch: die Sterne) „erreicht haben, noch bevor sie das Licht der Welt erblicken durften“. Die prosaische Entsprechung dieser Begriffsdefinition besteht in der Formulierung Stillgeborenes Kind. Dieser Begriff bezeichnet alle Kinder, bei denen der obligatorische Schrei unmittelbar nach der Geburt ausbleibt. Die Formulierungen „Stillgeborenes Kind“ (bzw. – auf den Geburtsvorgang bezogen: – „Stillgeburt“) ersetzen zunehmend aus den im letzten Absatz genannten Gründen Begriffe wie „Fehlgeburt“ und „Totgeburt“.
In einem sehr weiten Wortsinn gehören zu den Sternenkindern auch diejenigen Kinder, die unmittelbar nach der Geburt Lebenszeichen von sich gaben, wenn sie früh verstorben sind. Im Rahmen dieser Definition sind die erst nach der Geburt verstorbenen Kinder selbst ebenfalls „Sterne“, die „eine Verbundenheit mit den Familien aus[drücken], die von einem Moment auf den anderen statt Freude Schmerz und Trauer erleben.“
Der Begriff Sternenkind richtet den Fokus auf das Kind selbst, im Gegensatz zu solchen Begriffen wie Fehlgeburt und Totgeburt, die traditionell nicht nur für den Vorgang des Absterbens der Leibesfrucht, sondern auch für das abgestorbene bzw. verstorbene Lebewesen selbst verwendet werden. Er berücksichtigt die intensive Bindung, die vor allem viele Mütter und Väter bereits zum ungeborenen Kind entwickeln und die deswegen oft intensive und langanhaltende Trauer, die dessen Tod verursacht. Dieser gefühlsmäßigen Bindung widerstrebt die Bezeichnung Fehlgeburt oder Totgeburt für das frühverstorbene Kind und die diesen Worten zugrunde liegenden Ansichten und Verfahrensweisen.

## Geschichte
Totgeburten wurden bis zum Ende der 1980er tabuisiert, weil angenommen wurde, Frauen würden traumatisiert, wenn sie ihr tot geborenes oder kurz nach der Geburt verstorbenes Sternenkind sehen oder gar berühren. Fehlgeburten wurden oft mit dem Klinikmüll entsorgt. Ein Berliner Unternehmen verarbeitete diesen „Müll“, einschließlich der Föten, zu einem im Straßenbau verwendeten Granulat. Das Verfahren, die sterblichen Überreste als Klinikmüll zu entsorgen oder anonym ohne Wissen der Eltern fremden Gräbern beizulegen, wurde in Deutschland bis in die 1990er Jahre praktiziert. Teilweise wurden die tot geborenen Kinder auch Pharmaunternehmen zu Forschungszwecken überlassen.
Bis zum Ende des 20. Jahrhunderts war es nicht üblich, dass sich Mütter von ihren verstorbenen Kindern verabschiedeten. Eine Totgeburt wurde als Tabuthema behandelt, Mütter sollten die Kinder erst gar nicht sehen, sondern sie lieber schnell vergessen. Die Babys tauchten nicht in den Familienbüchern auf. Heute spielt das Abschiednehmen nach der Totgeburt eine wichtige Rolle.
In Japan zeigte der Fotograf Manabu Yamanaka im Jahr 2004 in seiner Fotoserie Wukong Mang Mang Ran (aus der das Foto rechts stammt) Beispiele für das Leben, das noch vor der Geburt sein Ende fand. Aus „Zensurgründen“ sei es einer im Jahr 2008 gemachten Aussage Yamanakas zufolge nahezu unmöglich, die Aufnahmen in Japan auszustellen. Er veröffentlichte sie 2009 in dem Buch Gyathei.

## Häufigkeit
Vor oder bei der Geburt gestorbene Kinder, die die Anforderungen für eine Eintragung im Personenstandsregister nicht erfüllen, werden statistisch nicht erfasst.
Einen Hinweis auf die Häufigkeit gibt die Veränderung der Anzahl der Totgeburten, die mit Aufgabe der zusätzlichen Bedingung mindestens 22 Schwangerschaftswochen oder mindestens 500 g schwer in Frankreich einherging. Die Quote der Totgeburten stieg im Folgejahr der Neuregelung um 0,13 % an, genauso jedoch auch im Jahr darauf.
Die Definitionsänderung in Deutschland im Jahre 1994 durch Herabsetzung des Mindestgewichts statistisch erfasster Totgeburten von 1000 g auf 500 g fand sichtbaren Eingang in die deutschlandweite Statistik.
20–30 % der Schwangerschaften gehen verfrüht zu Ende, die meisten Fehlgeburten finden innerhalb der ersten sechs Wochen statt, so ProFamilia für Baden-Württemberg. 5535 Kinder sind im Jahr 2020 insgesamt vor der Geburt oder innerhalb des 1. Lebensjahres (die landläufig zu den Sternenkindern zählen) verstorben, so die vorläufigen Zahlen des Statistischen Bundesamts, das allerdings nur Kinder über 500 g in der Statistik ausweist. Laut Bundesinstitut für Bevölkerungsforschung enden etwa vier von eintausend Schwangerschaften mit dem Tod des Neugeborenen.

## Rechtslage

### Deutschland

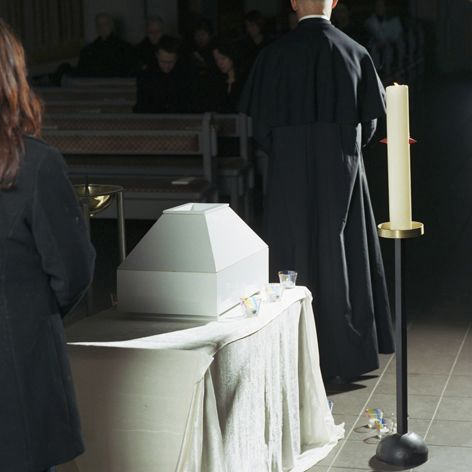
Trauergottesdienst für Sternenkinder in Karlsruhe

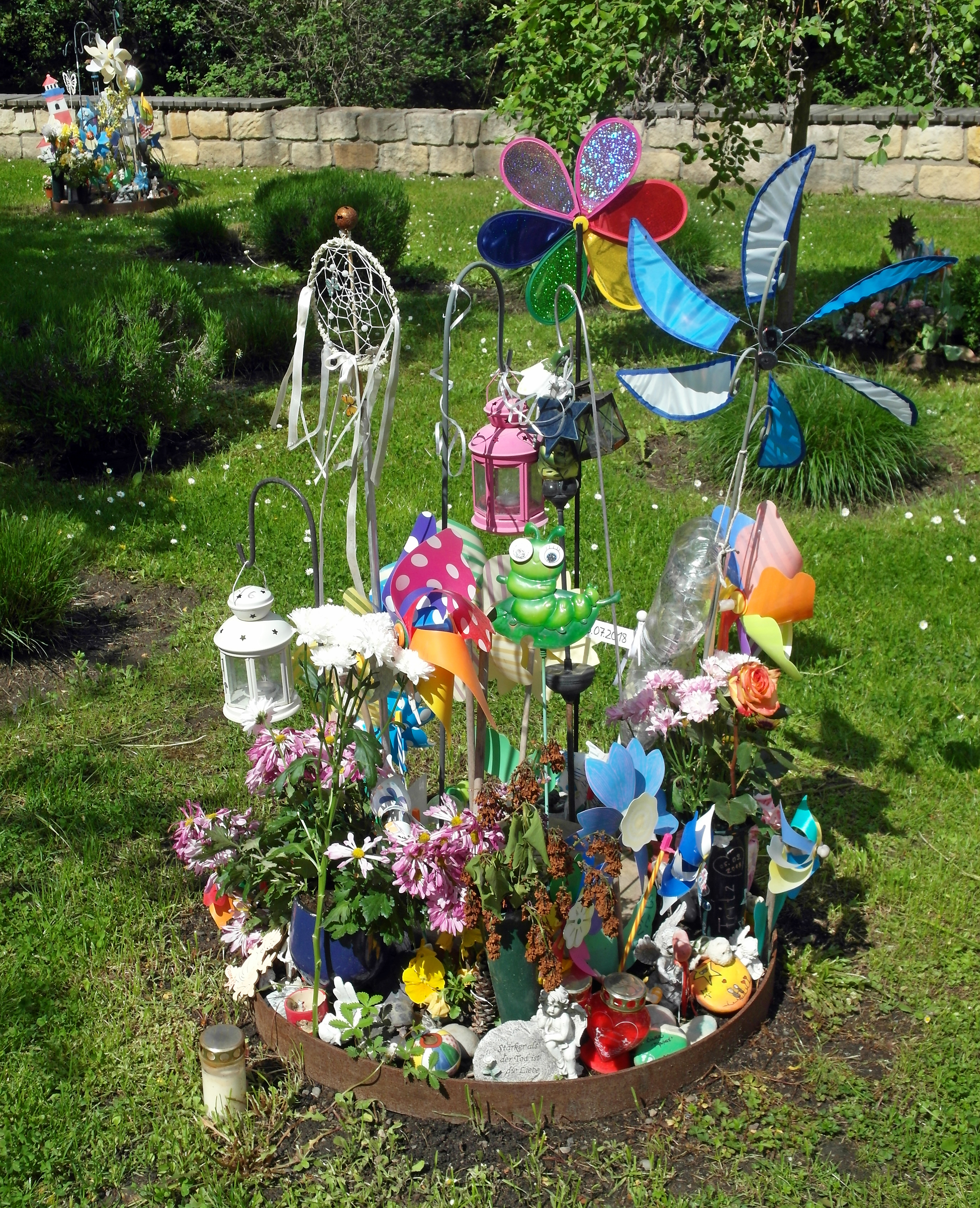
Sternenkindgrab auf dem Neuen Katholischen Friedhof in Dresden

In Deutschland erreichte die Bezeichnung Sternenkind auch außerhalb von Internetseiten und -foren für betroffene Eltern und Selbsthilfegruppen von Trauernden ab Ende 2009 eine breite Öffentlichkeit. Das hessische Elternpaar Barbara und Mario Martin, das 2007 und 2008 drei Kinder früh verloren hatte, richtete eine Petition an den Bundestag, über eine Änderung der Personenstandsgesetzgebung künftig alle geborenen Kinder über den Eintrag in das Personenstandsregister als Personen anzuerkennen und somit auch eine reguläre Bestattung zu ermöglichen. Juristisch und statistisch wird zwischen Totgeburten und Fehlgeburten unterschieden, und letztere wurden personenstandsrechtlich nicht erfasst.
Die Petition, der sich über 40.000 Bürger anschlossen, löste eine umfangreiche Berichterstattung aus. Sie wurde im Petitionsausschuss unterstützt und befürwortend der Bundesregierung vorgelegt, die 2012 den Gesetzgebungsprozess einleitete. Der Entwurf des Änderungsgesetzes sah eine Änderung der Personenstandsverordnung dahingehend vor, dass jedes tote Kind auf dem zuständigen Standesamt beurkundet werden kann. 1938, 1958, 1979, 1994 waren jeweils die Bedingungen für eine Aufnahme ins Personenstandsregister geändert worden.
Im Mai 2012 schlugen Bundesfamilienministerin Kristina Schröder und Bundesinnenminister Hans-Peter Friedrich dem Kabinett vor, allen tot geborenen Kindern eine „Existenz“ zu geben. Der Deutsche Bundestag beschloss Anfang Februar 2013 einstimmig, das Personenstandsrecht zu ändern. Der Bundesrat stimmte dieser Regelung Anfang März 2013 zu, so dass Eltern von tot geborenen Kindern – auch rückwirkend und unabhängig von ihrem Geburtsgewicht und der Schwangerschaftsdauer – diese standesamtlich eintragen lassen können.
Mit Inkrafttreten des Personenstandsrechts-Änderungsgesetzes (PStRÄndG) vom 7. Mai 2013 ist eine Beurkundung von Sternenkindern in die Personenstandsregister nicht umgesetzt worden. Es besteht nunmehr die Möglichkeit, auf frist- und formlosen Antrag eine beurkundete Bescheinigung nach Anlage 13 der Personenstandsverordnung (PStV) vom Standesamt zu erhalten, die aber keine Personenstandsurkunde darstellt und somit inhaltlich auch keine Rechtswirkungen entfalten kann; dies gilt insbesondere auch für den Bezug öffentlicher Leistungen. Die Ausstellung einer beurkundeten Bescheinigung bezieht sich auch auf Fälle, die vor Inkrafttreten der gesetzlichen Neuregelung bereits eingetreten sind.
Anders als das Personenstandsrecht, das gesetzlich bundesweit gilt, ist die Bestattung von Sternenkindern durch Bestattungsgesetze auf Länderebene geregelt und differiert dementsprechend hinsichtlich der Rechte und Pflichten der Eltern in Bezug auf die Beisetzung ihres Sternenkindes. Die Gesetze unterscheiden sich sowohl in der Begrifflichkeit als auch im Inhalt teilweise deutlich voneinander. Im groben Überblick kann man folgende Fälle unterscheiden:
1. Die Leibesfrucht bis 500 g und ohne Lebenszeichen geboren ist nicht bestattungspflichtig und muss „ethisch entsorgt“ werden. Dies bedeutet, sie darf nicht mit dem Klinikabfall fortgeschafft werden und wird meist tiefgefroren aufbewahrt, bis die nächste Sammelbeisetzung des Klinikums stattfindet, und dann auf dem Friedhof beigesetzt. Jedoch haben Eltern ein Bestattungsrecht (in Bremen erst nach der 12. Schwangerschaftswoche). Sie dürfen ein solches Sternenkind in den meisten Bundesländern transportieren, aufbewahren und beisetzen, wie sie möchten, da sie nicht bestattungspflichtig sind. Daraus ergibt sich allerdings auch, dass es keinen Anspruch auf eine Sozialbestattung über das Sozialamt gibt. Die Kliniken bieten aber in der Regel mehrmals im Jahr eine kostenfreie Sammelbestattung an, zu der die Eltern meist eingeladen sind.
2. Die Totgeburt, also ein Kind, das mit über 500 g geboren wurde und keine Lebenszeichen hatte, ist in der Regel bestattungspflichtig (in Berlin, Hamburg und Mecklenburg-Vorpommern erst ab 1.000 g, in Hessen erst nach der 25. Schwangerschaftswoche). Das bedeutet, dass die Eltern ihr Sternenkind individuell bestatten müssen. Sie müssen diese Bestattung selbst organisieren und bezahlen. Sind sie dazu finanziell nicht in der Lage, können sie eine Sozialbestattung beim zuständigen Standesamt beantragen.
3. Lebend geborene Kinder, egal welchen Gewichts, die Lebenszeichen hatten (und dazu zählt auch eine pulsierende Nabelschnur), unterscheiden sich vor dem Bestattungsgesetz nicht von erwachsenen Verstorbenen. Die Eltern müssen ihr Kind individuell bestatten. Es gelten die normalen Bestimmungen der Bundesländer, einschließlich der Möglichkeit einer Sozialbestattung.

Seit Juni 2025 gilt ein gestaffelter Mutterschutz nach Fehlgeburten.

### Österreich
Auch in Österreich hat sich der Begriff Sternenkind etabliert.
Im Jahre 2012 wurde von einer betroffenen Mutter, Anita Ogris, eine Online-Petition ins Leben gerufen mit dem Ziel, österreichweit per Bundesgesetz die Voraussetzung dafür zu schaffen, ein Kind auf Wunsch der Eltern im Standesamt eintragen und beurkunden lassen zu können, auch wenn ein Geburtsgewicht von unter 500 Gramm vorliegt. Idealerweise solle eine Eintragung für alle fehlgeborenen Kinder ab Feststellung der Schwangerschaft möglich werden.
Am 22. Mai 2014 wurde die Petition „Abschaffung der 500-Gramm-Grenze bei Fehlgeburten und freiwillige Eintragung aller Kinder ins Personenstandsregister“ vom Abgeordneten Hermann Lipitsch gemeinsam mit der Initiatorin Anita Ogris, betroffenen Eltern aus Österreich und der Vorsitzenden vom Verein Pusteblume, Simone Strobl, an Nationalratspräsidentin Mag.a Barbara Prammer überreicht. Der parlamentarischen Petition stimmten 3095 Österreicherinnen und Österreicher zu.
Am 22. Oktober 2014 hat der Nationalrat der geforderten Gesetzesänderung „Abschaffung der 500-Gramm-Grenze bei Fehlgeburten und freiwillige Eintragung aller Kinder ins Personenstandsregister“ einstimmig zugestimmt. Der 6-Parteien-Entschließungsantrag lautete: „Die Bundesregierung wird ersucht, eine Gesetzesinitiative zu erarbeiten und dem Nationalrat als Regierungsvorlage zuzuleiten, mit welcher der rechtliche Rahmen geschaffen wird, dass auf Wunsch der Eltern auch im österreichischen Recht fehlgeborene Kinder beurkundet werden können.“
Am 22. November 2016 erfolgte der Beschluss zur Gesetzesänderung im Ministerrat und am 14. Dezember 2016 im Plenum des Nationalrates. Am 22. Dezember 2016 stimmte der Bundesrat der Gesetzesänderung zu.
Mit Inkrafttreten des geänderten Bundesgesetzes über die Regelung des Personenstandswesens (Personenstandsgesetz 2013 – PStG 2013) ist es ab 1. April 2017 in Österreich möglich, dass frühverstorbene Kinder (Fehlgeburten) unter 500 Gramm Geburtsgewicht ins Personenstandsregister eingetragen werden können und sich eine Urkunde ausstellen zu lassen. Die Eintragung ist freiwillig, zeitlich unbegrenzt rückwirkend, mit einer ärztlichen Bestätigung von der Mutter oder dem Vater (mit dem Einverständnis der Mutter) möglich. Laut dem Personenstandsgesetz 2013 § 57a hat die Urkunde über Fehlgeburten zu enthalten:
1. allenfalls von der Mutter oder allenfalls vom Vater (§ 36 Abs. 7) bekannt gegebener Name;
2. allenfalls das Geschlecht des Kindes;
3. den Tag und allenfalls Ort der Fehlgeburt des Kindes;
4. die Namen der Mutter und allenfalls des Vaters (§ 36 Abs. 7);
5. das Datum der Ausstellung;
6. die Namen des Standesbeamten.

Die beurkundete Bescheinigung kann am Standesamt beantragt werden und stellt keine Personenstandsurkunde im ursprünglichen Sinne dar. Deshalb hat sie keine Rechtswirkung auf weitere Gesetze, wie zum Beispiel das Leichen- und Bestattungsgesetz oder auf das Mutterschutzgesetz.

### Schweiz
Auch in der Schweiz hat sich der Begriff Sternenkind etabliert. Kinder gelten ab 500 g oder ab der 22. Schwangerschaftswoche als Totgeburten und werden statistisch erfasst, Fehlgeburten werden dabei nicht berücksichtigt. Im Jahr 2020 gab es statistisch 632 Sternenkinder. Totgeburten haben in der Schweiz das Recht auf eine Bestattung. Bei Sternenkindern hingegen ist dies nicht einheitlich geregelt.

### Frankreich
Im französischen Recht ist ein lebloses Kind ein Kind, das beim Personenregister angemeldet wurde, für das es aber nicht möglich war, eine Geburtsurkunde zu erhalten.
Wenn das Fehlen einer Geburtsurkunde darauf zurückzuführen ist, dass es nicht möglich war, eine ärztliche Bescheinigung zu erhalten, aus der hervorgeht, dass das Kind lebend und lebensfähig geboren wurde, handelt es sich um eine Totgeburt.
Es gibt also verschiedene Status:
- das lebende Kind;
- das verstorbene, aber lebend und lebensfähig geborene Kind (lebloses Kind);
- das nicht lebend und/oder lebensfähig geborene Kind oder das verstorbene Kind und das Fehlen einer ärztlichen Geburtsurkunde (acte d'enfant sans vie);
- der tote Fötus.

Frankreich kennt keinen juristischen oder statistischen Unterschied von Fehl- versus Totgeburten. Dort besteht also kein Problem nicht im Personenstandsregister eingetragener Geburten.
Die Unterscheidung zwischen einem leblosen Kind (Totgeburt) und einer Urkunde über ein lebloses Kind (Lebensfähigkeitsschwelle) wurde im Code civil in Artikel 79-1 Absatz 2 eingeführt durch ein Gesetz vom 8. Januar 1993. Das leblose Kind hatte gemäß dem ersten Absatz des Artikels keine Zeit, in das Personenstandsregister eingetragen zu werden (Beispiel: Tod infolge einer bei der Geburt erworbenen Infektion). Die Urkunde über ein lebloses Kind gemäß Absatz 2 entspricht dem Fall, dass das Kind nicht lebensfähig war (Beispiel: sehr schwere Missbildung).
Zu diesem Zweck gibt es einen Statusunterschied. Das lebende Kind wird in die Personenstandsregister eingetragen und besitzt volle Rechtspersönlichkeit. Seine Geburt begründet einen Anspruch auf eine Reihe von sozialen Rechten: Mutterschafts- und Vaterschaftsurlaub, Kündigungsschutz, Erstattung der Kosten für medizinische Versorgung.
Das leblose Kind, das lebend und lebensfähig geboren wurde, auch wenn es vor seiner Geburtsmeldung gestorben ist, besitzt seit seiner Empfängnis bestimmte Rechte, die denen eines lebenden Kindes gleichkommen darunter das Erbrecht. Seine Geburt begründet auch einen Anspruch auf gleichwertige Sozialleistungen für seine Eltern. So sind die Lebensfähigkeitsschwellen eine Voraussetzung für die Gewährung von Entschädigungen für Vaterschaftsurlaub mit der Eintragung der Urkunde über das leblose Kind. Es wird als Kind entsprechend seinem Geburtsrang eingetragen, aber nur im Todesfallteil der Seite.
Sie ermöglicht auch die Ausstellung bestimmter sozialer Rechte. Eine Entschädigung für Vaterschaftsurlaub, Kündigungsschutz während der Zeit des Mutterschaftsurlaubs, Auswirkungen auf die Altersrente, Tagessätze für Vaterschaftsurlaub für Entbindungen nach dem 12. Januar 2008.
Es wird jedoch kein Abstammungsverhältnis hergestellt.

#### Die Lebensfähigkeit
Das erste Kriterium aus dem Jahr 1993 eine Schwangerschaftsdauer beizubehalten, unterhalb derer das totgeborene Kind nicht in das Personenstandsregister eingetragen wird, indem er die Mindestdauer von 180 Tagen der Schwangerschaft 28 Wochen der Tragezeit unter Bezugnahme auf den Artikel 311 des Zivilgesetzbuches über die gesetzliche Empfängniszeit.
Anschließend, im Jahr 2001, ließ der französische Gesetzgeber zu, dass eine Festlegung integriert wurde, die auf einer Empfehlung der Weltgesundheitsorganisation (WHO) aus dem Jahr 1977 beruht und die seither nicht mehr in Frage gestellt wurde, um einen Schwellenwert von 22 Wochen, Tragezeit von 140 Tagen oder 4 Monaten oder ein Gewicht von Einheit 500 Gramm zur Bestimmung der Ausstellung einer Urkunde über ein lebloses Kind zu nennen.
Schließlich hat der Kassationsgerichtshof in drei Urteilen vom 6. Februar 2008 klargestellt, dass diese Bedingung nicht gesetzlich festgelegt ist und daher den Klägern nicht entgegengehalten werden kann.

#### Die Urkunde über ein lebloses Kind
Der Akt des leblosen Kindes soll ermöglichen, dass Frauen, die ein totgeborenes Kind geboren haben, über eine symbolische Erwähnung dieses Kindes verfügen, z. B. die eines Vornamen, sowohl im Personenstandsregister als auch im Familienbuch, und eine würdige Bestattungsbehandlung.
Die Urkunde über ein lebloses Kind kann online beantragt werden.
Es muss jedoch klargestellt werden, dass ein lebloses Kind weder Abstammung, noch Rechtspersönlichkeit, noch Familienname hat, da es keine Geburtsurkunde besitzt.

#### Das Fehlen einer nachgewiesenen Abstammung
Es ist nicht sicher, ob einige Bestimmungen mit der Europäischen Menschenrechtskonvention in der Auslegung durch den Europäischen Gerichtshof für Menschenrechte übereinstimmen, insbesondere im Urteil Znamenskaya gegen Russland von 2005, in dem Russland verurteilt wurde, weil es sich geweigert hatte, einem totgeborenen Kind seine wahre väterliche Abstammung zurückzugeben und damit gegen Artikel 8 der Menschenrechtskonvention verstoßen hatte (Privat- und Familienleben).
Die Urkunde über ein lebloses Kind, die in das Sterberegister eingetragen wird, enthält folgende Angaben:
- Tag, Uhrzeit und Ort der Entbindung,
- Vornamen des Kindes, falls zutreffend,
- Bezeichnung der Eltern (Vornamen, Namen, Geburtsdatum und -ort, Berufe und Wohnort),
- Bezeichnung des Erklärenden, falls zutreffend.

#### Die Grenzen des Begriffs
Vor den drei Urteilen der Ersten Zivilkammer der französischen Kassationsgerichts vom 6. Februar 2008, dass Kinder, die geboren wurden, ohne gelebt zu haben, im Register des Zivilstands gemeldet werden konnten, bezog sich das Verwaltungsrundschreiben vom 30. Juni 2006, das zur Anwendung der Verfügung vom 4. Juli 2005 erlassen wurde, auf die Ratschläge der Weltgesundheitsorganisation bezüglich der Ausstellung von Urkunden über leblose Kinder, entweder auf die Schwellenwerte von 500 Gramm Gewicht oder mehr als 22 Wochen Amenorrhoe.
Der französische Mediator hatte 2005 in der Tat gefordert, dass, wenn das Kind leblos oder tot geboren ist, der Vaterschaftsurlaub möglich ist, genauso wie für jede Elternschaft. Er wollte auch, dass leblose Kinder in das Familienbuch eingetragen werden.
Der Kassationshof urteilte jedoch

„dass Artikel 79-1, Absatz 2 des Code civil die Ausstellung einer Urkunde über ein lebloses Kind weder vom Gewicht des Fötus noch von der Dauer der Schwangerschaft abhängig macht…“

Zwei Dekrete sowie zwei Erlasse wurden daher am 20. August 2008 verkündet.

#### Die „Rechte“ lebloser Kinder
Neben der Eintragung in Sterberegister unter einem Vornamen,
- können leblose Kinder im Familienstammbuch erscheinen.
- können die Eltern den Leichnam des Kindes zurückfordern und eine Beerdigung organisieren, gemäß der Rechtsprechung des Kassationsgerichtshofs vom 6. Februar 2008.

Das interministerielle Rundschreiben 2009/182 vom 19. Juni 2009 besagt jedoch, dass für den Fall von Entbindungen vor den Dekreten und Erlassen vom 20. August 2008:

„Geburten, die vor dem 23. August 2008, dem Datum des Inkrafttretens des oben genannten Dekrets, stattgefunden haben, können zur Ausstellung einer Urkunde über ein lebloses Kind auf der Grundlage dieser Regelung führen, sofern die beiden folgenden kumulativen Bedingungen erfüllt sind:
- Der Erklärende belegt die Entbindung, indem er dem Standesbeamten eine ärztliche Entbindungsbescheinigung (Cerfa-Formular Nr. 13773*01

vorlegt. Diese Bescheinigung kann nur dann nachträglich ausgestellt werden, wenn aus den Informationen in der Krankenakte der Mutter hervorgeht, dass die Bedingungen gemäß 1.2.1.1 zum Zeitpunkt des Geschehens erfüllt waren (Geburtsbericht, fetopathologische Untersuchungselemente...).
- Diese Entbindung fand nach dem Inkrafttreten von Artikel 79-1 des Zivilgesetzbuches statt, d. h. seit dem 11. Januar 1993. Dieser Artikel wurde nämlich durch das Gesetz Nr. 93-22 vom 8. Januar 1993 in das Zivilgesetzbuch eingefügt, das, da es sofort anwendbar ist, am 11. Januar 1993 in Kraft trat.

Der Standesbeamte darf daher eine Ablehnung nicht allein aus dem Grund vornehmen, dass die Schwelle von 22 Wochen Amenorrhoe oder einem Gewicht des Fötus von 500 Gramm nicht erreicht ist.“

Sie erlangen dadurch jedoch keine Rechtspersönlichkeit und haben weder Rechte, noch Abstammung, noch Familienname.

## Trauerbewältigung
Die Trauerbewältigung oder auch Trauerarbeit wird heutzutage als wichtiger und elementarer Bestandteil der psychischen Verarbeitung beim Verlust eines Kindes gesehen. Eltern und andere Betroffene von Sternenkindern können auf eine Vielzahl, zumeist ehrenamtlicher Angebote zugreifen.
Die meisten Frauen wissen heute dank moderner Schwangerschaftstests oft schon in der 5. Woche, dass sie schwanger sind. Kurz darauf halten sie bereits die ersten Ultraschallbilder in den Händen und bauen damit schon früh eine enge Beziehung zum Kind auf. Für sie macht es keinen Unterschied, ob sie ihr Kind in einem frühen oder in einem späteren Stadium verlieren und ob es sich per Definition um eine Fehlgeburt oder eine Totgeburt handelt – die Trauer ist riesengroß. Trauerrituale können helfen.
Zu möglichen Trauerritualen zählen unter anderem:
- Ultraschallbild aufbewahren
- Dem Kind einen Namen geben
- Zeit für den Abschied lassen
- An Fotos oder Videos denken
- Fuß- und Handabdruck machen
- Haarlocke und Namensbändchen aufbewahren
- Geburts- oder Todeskarten gestalten
- Erinnerungsstücke schaffen
- Jahrestage eintragen
- Eine Kerze basteln
- Plazenta vergraben
- Bäumchen pflanzen
- Einen Ort zum Trauern schaffen

Einen Sonderfall stellt der absichtlich herbeigeführte Tod einer Leibesfrucht dar, entweder im Zuge der medizinischen Indikation (häufigste Variante: das Kind wird „geopfert“, damit seine Mutter weiterleben kann) oder als Folge des Beschlusses der Frau, ihre Schwangerschaft zu beenden (auch Abtreibung genannt). Trotz ihrer Entscheidung gegen das Kind stellen sich bei einigen Frauen Trauergefühle ein. Große Teile der westlichen Gesellschaften erkennen ihnen „das Recht auf ihre Bedürfnisse und Gefühle ab“. Mit den Worten: Sie „landen in einer ziemlich einsamen Tabuecke“, beschreibt eine Trauerbegleiterin das Ergebnis dieses Vorgangs. Auch „Frauen […], die nach dem Abbruch gemerkt haben, dass sie aus dem Grübeln und der Traurigkeit nicht mehr rauskommen“, müsse Hilfe angeboten werden.
Erst in neuerer Zeit beschäftigen sich Psychologen mit den Gefühlen von Männern in der zeitweiligen Rolle werdender Väter nach dem Verlust ihres „Sternenkindes“.

## Hilfsangebote
Neben der staatlichen psychischen Notfallversorgung und den psychosozialen Hilfsangeboten hat sich eine breite, meist ehrenamtliche Unterstützung von Angehörigen unbeabsichtigt gestorbener Sternenkinder etabliert. Diese reicht von Online-Selbsthilfegruppen in sozialen Netzwerken über Vereine, die Einschlagdeckchen und Kleidung in diesen sehr kleinen Größen fertigen, handgefertigte Einzelstücke oder Fotografien als Erinnerung, Särge in entsprechender Größe bis hin zu Organisationen, die sich für Grabstellen für Sternenkinder jedes Alters einsetzen und diese pflegen. Insbesondere die Fotografie von Sternenkindern hat an Bedeutung gewonnen und wird mit Hilfe der Krankenhäuser und Hebammen gefördert und ermöglicht.
Viele dieser Hilfsangebote sind regional oder lokal organisiert, jedoch haben sich auch bundesweite Organisationen gegründet, die sich unter anderem diesem Thema widmen.

## Umgang der Religionsgemeinschaften mit Sternenkindern

### Christentum

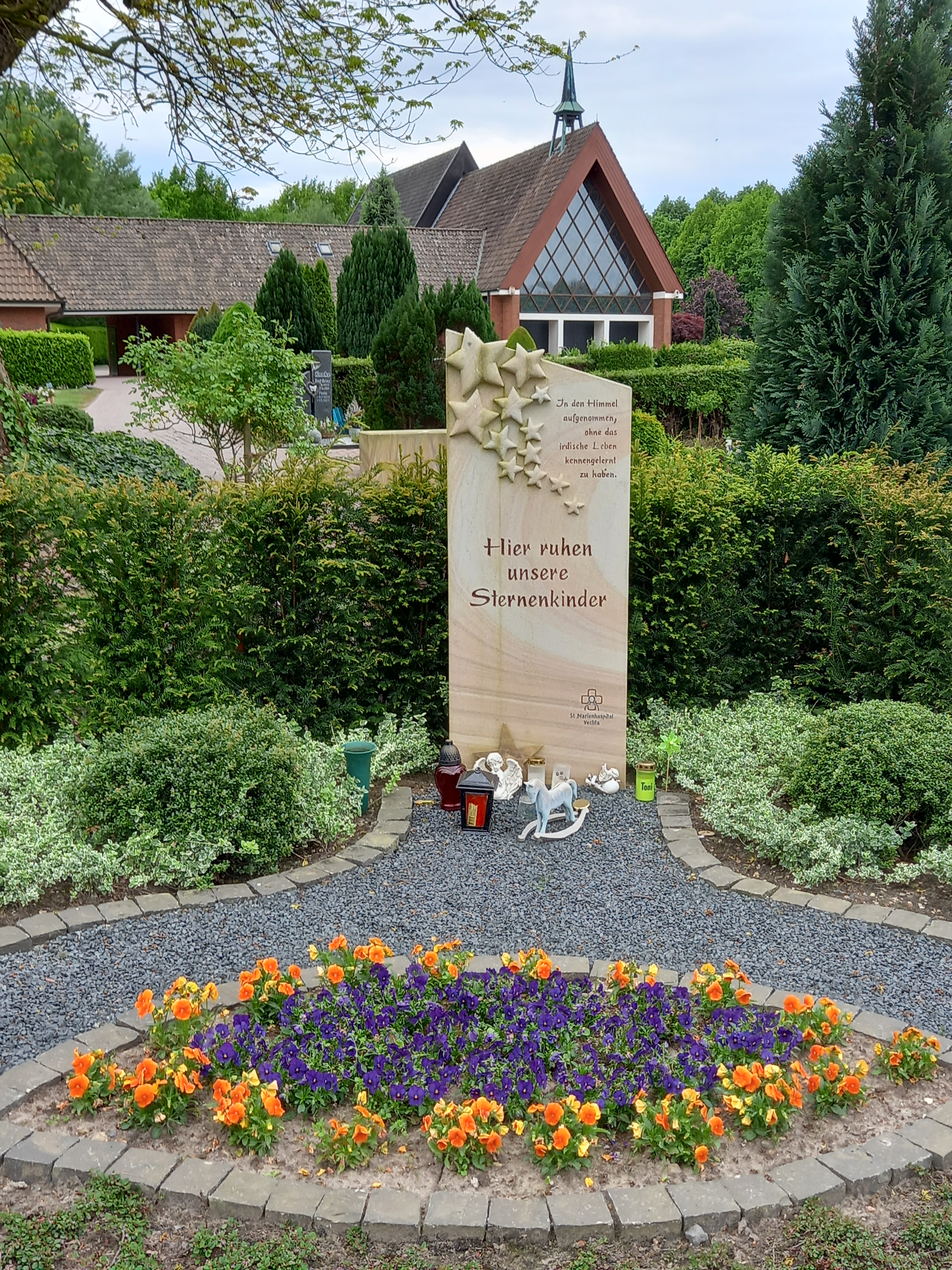
Gedenken an Sternenkinder auf dem Katholischen Friedhof in Vechta

Die Auffassung, dass ungeborene Kinder „in den Himmel aufgenommen“ seien, „ohne das irdische Leben kennenzulernen“ (siehe die Inschrift auf der rechts abgebildeten Stele; für den Text auf ihr ist ein Krankenhaus in katholischer Trägerschaft verantwortlich), wurde nicht immer von der (katholischen) Kirche und Einrichtungen in kirchlicher Trägerschaft vertreten. Im frühen fünften Jahrhundert gelangte z. B. der Kirchenvater Augustinus zu der Feststellung, ohne Taufe verstorbene Kinder seien für die Hölle bestimmt. Im Jahr 2007 stellte die „Internationale theologische Kommission“ des Vatikans fest, dass Theorien über den Limbus, die „Vorhölle“, in die ungetaufte kleine Kinder nach ihrem Tod gelangten, von der katholischen Kirche zwar geduldet würden, aber als bloße „theologische Meinungen“ nicht Bestandteil des Glaubens der Kirche seien.
Die katholische Kirche betont im 21. Jahrhundert, dass „[w]ir Christen […] der Überzeugung [sind], dass es sich bei jeder Schwangerschaft von Anfang an um unverwechselbares, menschliches Leben handelt.“ Deshalb sei die Bestattung von Sternenkindern „ein wichtiges Anliegen.“ In Kleve werden z. B. alle Kinder, die vor der Geburt im St.-Antonius-Hospital gestorben sind und nicht der Bestattungspflicht unterliegen, in einer gemeinsamen kirchlichen Feier „würdevoll“ beigesetzt.

### Islam
Was um ein Sternenkind trauernde Muslime nach den Regeln des Islam tun dürfen bzw. müssen, hängt von der islamischen Rechtsschule ab, die die Betreffenden für maßgeblich halten. Maßgeblich ist nicht nur die Konfession der Trauernden, sondern auch ihre geografische Herkunft. Eine Bestattung in Deutschland ist für viele Muslime nur eine Notlösung. Es gibt aber durchaus (allerdings nicht flächendeckend) Parzellen auf deutschen Friedhöfen, in denen nach muslimischem Brauch bestattet werden darf – der Leichnam gen Mekka ausgerichtet, ohne Sarg, nur in ein Leinentuch gehüllt. Die betreffenden Friedhöfe sind in der Lage, die genannten Vorgaben zu erfüllen, vor allem dadurch, dass es auf dem Friedhof eine hinreichend große Fläche mit Gräbern für Muslime gibt, in die auch Gräber für Sternenkinder integriert werden können. Ein großes Problem stellen die Vorgaben dar, dass es nach islamischem Glauben keine Liegezeitbeschränkung für die Gräber von Muslimen geben darf und dass Feuerbestattungen von Muslimen verboten sind. Auch Sternenkinder dürfen nicht verbrannt werden. Beide Vorschriften führen zu einem hohen Platzbedarf, den deutsche Friedhofsplaner berücksichtigen müssen.
Es gibt Muslime, die bereit sind, sich an deutsche Rechtsnormen anzupassen: In drei Ländern Deutschlands besteht Sargpflicht. Dort müssen auch Muslime in einem Sarg bestattet werden. Auch wird auf deutschen Friedhöfen oft nicht das „ewige Ruherecht“ gewährt. So müssen auch Muslime in Sachsen ein Grab nach 20 Jahren erneut erwerben.
Jedes Baby, welches im Mutterleib verstorben ist, wird nach dem islamischen Recht rituell gewaschen, parfümiert und in drei weiße Baumwolltücher eingekleidet. Das muslimische Totengebet wird allerdings nur bei Kindern durchgeführt, welche einige Lebenszeichen nach der Geburt von sich gegeben haben wie z. B. Weinen, Schluckauf, Schreien usw. Einige Rechtsgelehrte des Islams wie beispielsweise Imam Ahmad ibn Hanbal, waren der Meinung, dass das Totengebet in allen Fällen verrichtet werden muss.
Vereinzelt gibt es auf Gräbern von Kindern muslimischer Eltern in Deutschland auch Grabschmuck, obwohl dieser eigentlich unter Muslimen unüblich ist.

### Judentum
Die allgemeinen jüdischen Trauervorschriften werden bei Kindern, die 30 Tage oder weniger alt geworden sind, nicht vollzogen. Ein Säugling, der 30 Tage nicht überlebt, wird Nefel genannt und war im Sinne der jüdischen Tradition noch nicht lebensfähig. Die Gesetze von Aninut und Trauer gelten in so einem Fall nicht. Tahara, die rituelle Reinigung, wird jedoch durchgeführt und der Körper wird begraben, jedoch ohne den üblichen Gottesdienst und die Gebete. Diese Praktiken wurden zu einer Zeit entwickelt, als die Kindersterblichkeit sehr hoch war, um die Eltern nicht zu belasten. In der heutigen Zeit haben viele Juden jedoch das Bedürfnis, um ein stillgeborenes Kind oder um ein Kind zu trauern, das vor Vollendung seines ersten Lebensmonats gestorben ist, und halten sich deshalb an die traditionellen Trauerbräuche.

### Buddhismus
In Japan besteht die Sitte, in buddhistischen Tempeln Stätten einzurichten, „an denen Eltern von stillgeborenen oder auch abgetriebenen Kindern trauern können. Dafür bekommen sie vom Tempel eine Statue von Jizo, dem Beschützer der Kinder. Dieser soll sie nach buddhistischem Glauben auf der Reise ins Jenseits begleiten. Mit einer feierlichen Zeremonie (Mizuko bedeutet ‚Wasserkind‘) wird die geschmückte Statue an der Stätte aufgestellt, oft stehen dort dann hunderte von Steinmännchen.“
In Japan wird auch Frauen, die eine Schwangerschaft abgebrochen haben, gestattet, zusammen mit Angehörigen öffentlich ihren Verlust würdig zu betrauern.